# Бадло Віталій Ігорович
Віталій Ігорович Бадло (нар. 30 червня 1994, Товсте (Заліщицький район), Україна) — український футболіст, півзахисник.

## Життєпис
Віталій Бадло народився 20 червня 1994 року в смт Товсте (Гусятинський район) Тернопільської області. Перші тренери — В. С. Татаринов та М. І. Чернятинський. Розпочав дорослу кар'єру з виступів у аматорських футбольних клубах Тернопільської області: «Нива» (Теребовля), «Колос» (Бучач), «Дністер» (Заліщики) та «Надія» (Великі Гаї).
На початку липня 2013 року підписав контракт із тернопільською «Нивою». На професіональному рівні дебютував 4 жовтня 2013 року в нічийному (1:1) виїзному поєдинку 13-го туру першої ліги чемпіонату України проти ПФК «Олександрії». Віталій вийшов на поле на 90-ій хвилині, замінивши Ігоря Мельника. На початку 2014 року їздив на перегляд до казахського клубу «Актобе», але до підписання контракту справа не дійшла, тому Віталій повернувся до Тернополя. Загалом на професіональному рівні в футболці «Ниви» у чемпіонатах України зіграв 25 матчів. Після втрати тернопільським клубом професіонального статусу залишився в команді, в складі якої виступає й на даний час. 14 серпня 2016 року отримав розрив передньої хрестоподібної зв'язки коліна в матчі першого туру другого кола чемпіонату Тернопільської області проти «Збруча» (Підволочиськ). Наприкінці жовтня минулого року для лікування знадобилося хірургічне втручання.

## Особисте життя
Віталій Бадло належить до великої футбольної родини. Його батько Ігор Климентійович також був футболістом й виступав переважно на аматорському рівні, на професіональному рівні виступав у складі чортківського «Кристала» та «Сокола». Дядько (стрийко) Віталія, Петро Климентійович, був відомішим за свого брата, виступав на професіональному рівні в Україні за «Дністер» (Заліщики), «Покуття» та «Ниву» (Тернопіль), а в Казахстані грав за «Тобол» (Костанай). Крім цього, Віталій має двох двоюрідних братів, Андрія та Валерія, які також виступали у складі тернопільської «Ниви».